# Spinrag

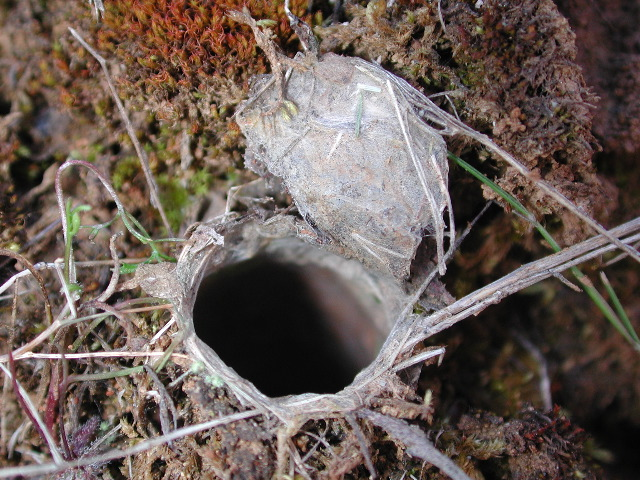
Het hol en de 'deur' van een valdeurspin is bekleed met spinsel

Spinsel of spinrag is een sterke, draadachtige organische stof die geproduceerd wordt door spinnen en sommige andere geleedpotigen.
Alleen de echte spinnen (Araneae) produceren spinsel, andere spinachtigen zoals rolspinnen en hooiwagens niet. Het spinsel dient voornamelijk om een vangnet te maken om prooien te verstrikken (zie spinnenweb). Er zijn echter ook wel andere toepassingen, zoals het maken van een beschermende cocon om de eitjes, het voorzien van het hol van een laagje spinsel, of het in spinsel wikkelen van het sperma door het mannetje (spermatofoor). De waterspin bouwt zelfs een duikerklok van spinsel zodat de spin permanent onder water kan verblijven. Jagende spinnen die kunnen springen, zoals de huiszebraspin, gebruiken het spinsel als verankering zodat ze na een sprong niet vallen. Sommige spinnen eten het spinrag van andere spinnen.
Jonge spinnen (spiderlings) brengen de eerste tijd van hun leven door in een soort nest. Dit wordt het kraamweb  genoemd, onder andere de kraamwebspinnen hebben hier de naam aan te danken. Veel jonge spinnen laten zich aan een lange spindraad wegzweven om zich zo te verspreiden, dit wordt de herfstdraad genoemd.
Kaardertjes (Dictynidae, kaarder betekent kam) zijn een familie van spinnen met een cribellum of zeefplaatje waarmee zeer fijne spindraden gemaakt kunnen worden. Hiermee wordt een wollig spinsel gemaakt dat niet kleeft maar waar prooien gemakkelijk in verstrikken.
Een andere gespecialiseerde groep van spinnen zijn de lijmspuiters; deze spinnen schieten een zigzaggende straal lijm af op hun prooi, die hierdoor aan de ondergrond geplakt wordt en niet meer weg kan. De lijm is echter niet afkomstig uit de spintepels maar wordt geproduceerd door klieren in de kop.

## Andere dieren
Er zijn ook andere geleedpotigen die een stof produceren die spinsel wordt genoemd, een bekend voorbeeld is de zijderups. Van dit spinsel wordt kleding gemaakt. Verschillende dieren gebruiken spinsel en om verschillende redenen;
- Rupsen van sommige vlinders, zoals de vogelkersstippelmot, maken een groot nest dat ze beschermt tegen vogels. Ze kunnen hierdoor ongestoord hele planten kaalvreten. Het maken van een nest komt ook voor bij mijten, berucht is de spintmijt.
- Veel insecten spinnen een beschermende cocon, zoals vlinders, kevers en vliesvleugeligen, of een beschermende 'kraamkamer' zoals de grote spinnende watertor die er zijn naam aan te danken heeft.
- Enkele soorten vlinders hebben een rups die op prooien jaagt door deze te vangen met spinsel.
- De webspinners (Embioptera) vormen een groep van tropische, excentrieke insecten waarvan alle soorten met hun voorpoten spinsel kunnen produceren. Ze maken hiermee grote ondergrondse gangenstelsels waarin ze leven.
- Spinrag wordt ook bij andere dieren gebruikt voor de verplaatsing; sommige rupsen laten zich net als jonge spinnen wegzweven aan een lange draad, of kunnen zich omlaag laten zakken.

## Afbeeldingen

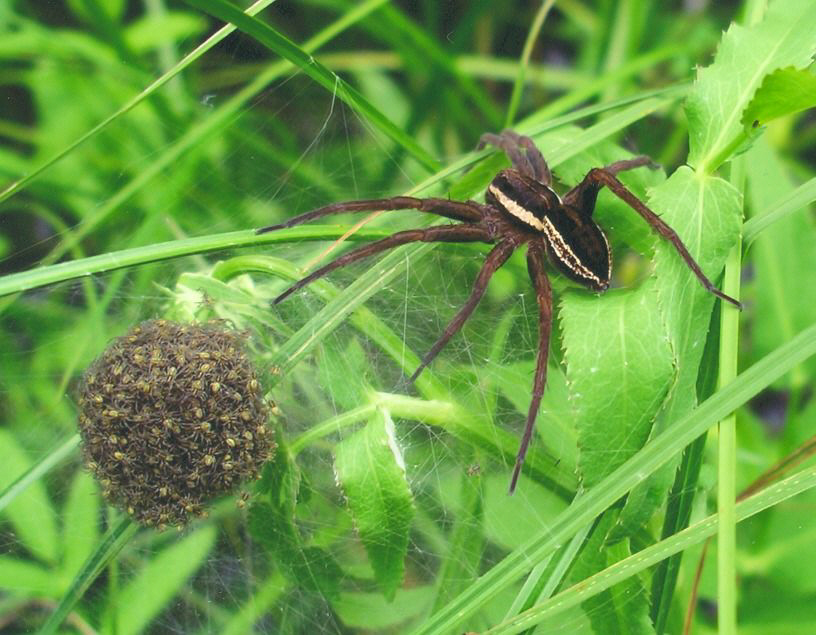
Kraamweb van de kleine gerande oeverspin (Dolomedes fimbriatus)
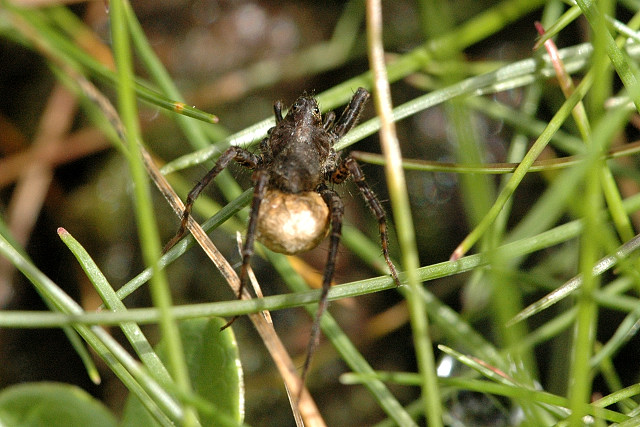
Gewone wolfspin, vrouwtje met eicocon (Pardosa pullata)
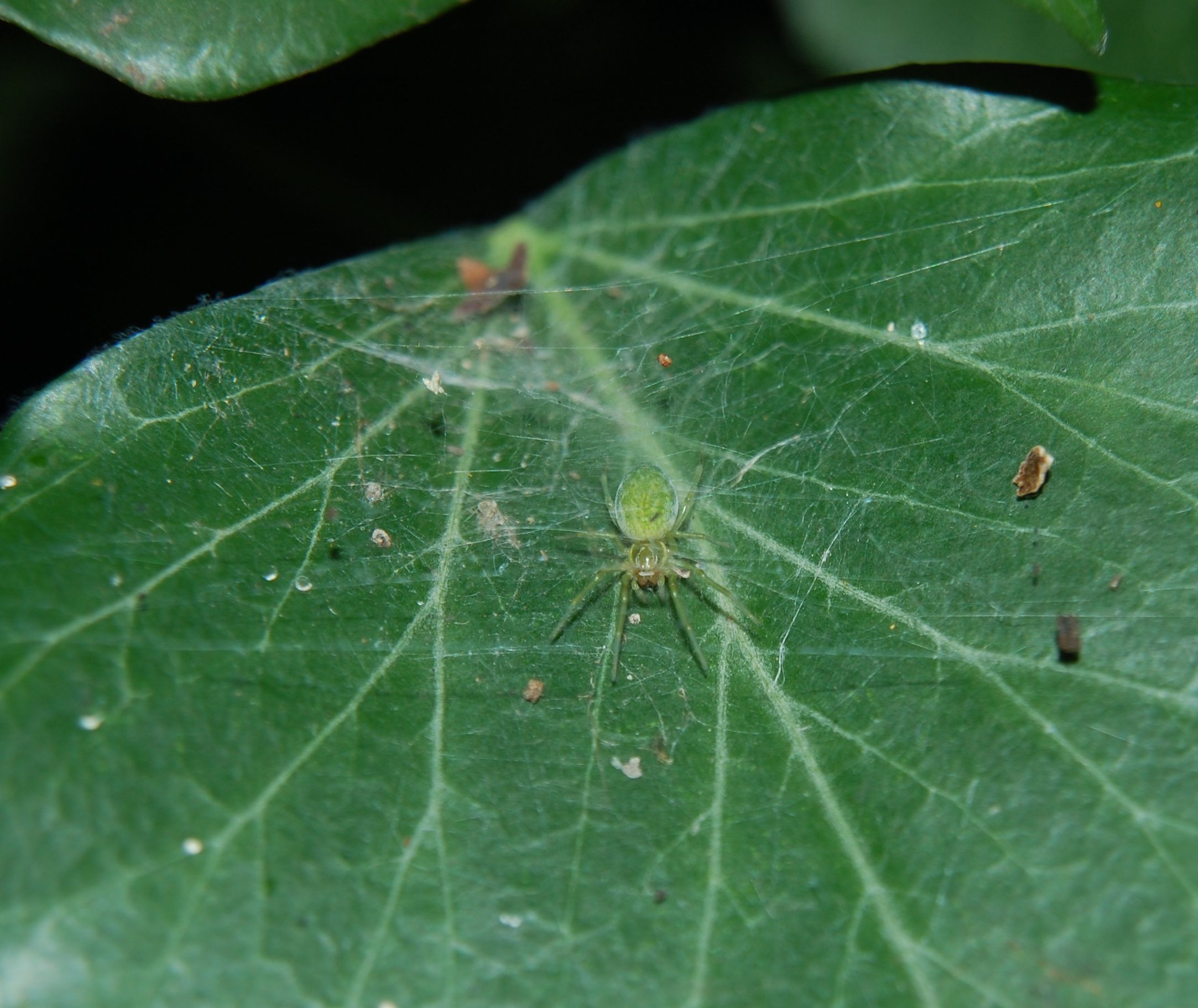
Zeer fijn spinsel van een kaardertje (Nigma walckenaeri)
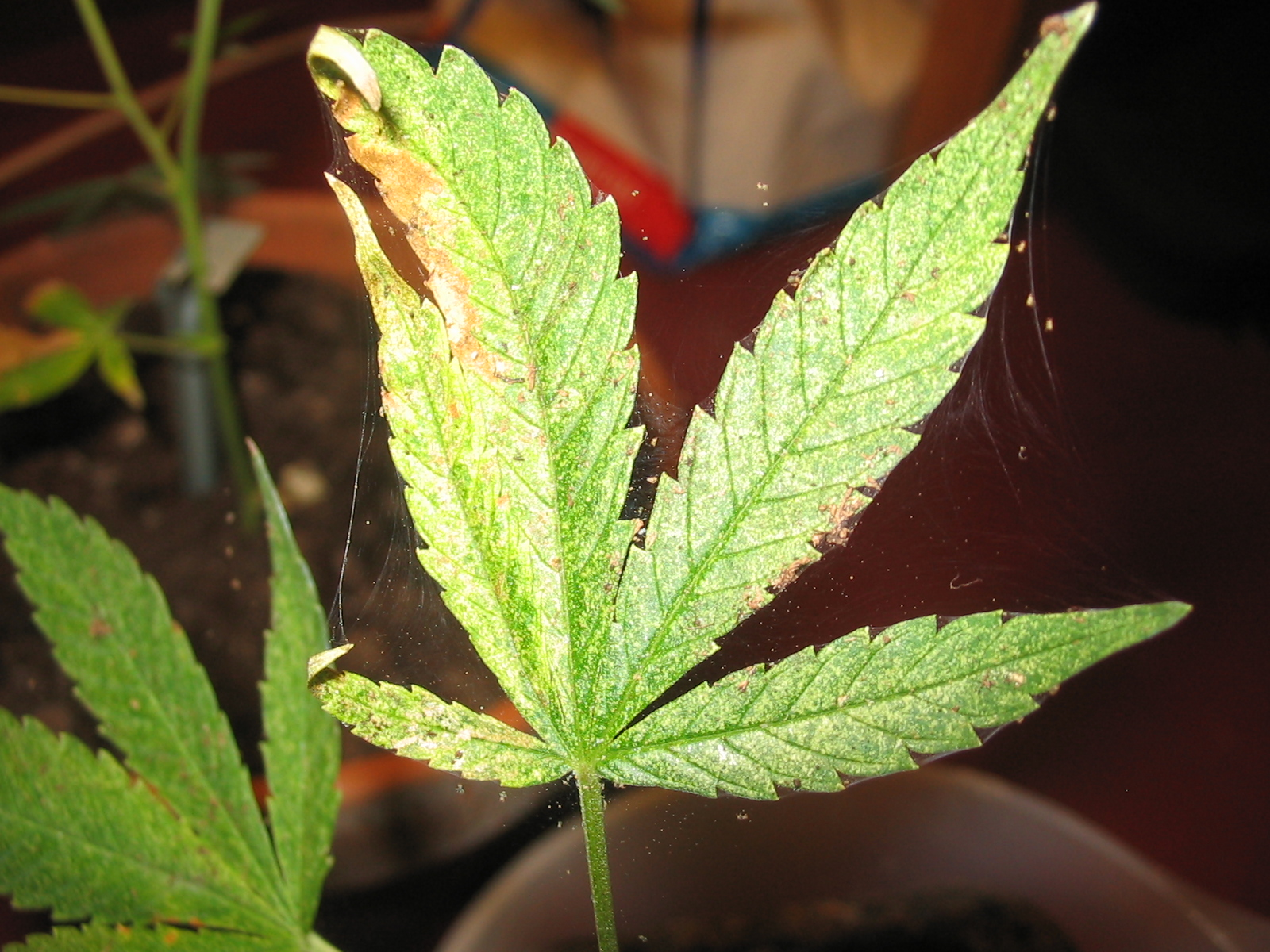
Spintmijt op Cannabis sativa